# SM☆SH
SM☆SH・SMASH（スマッシュ、스매쉬）は、韓国出身の5人組男性アイドルグループである。
韓国の所属事務所はTNエンターテインメント。日本の所属事務所はJAKOL CORPORATION、レコード会社はフォーライフミュージックエンタテイメントに所属していた。

## 来歴
- 元H.O.T.のトニー・アンがプロデュースをし、2008年8月14日『Open Fire』で6人組で韓国デビュー。
- グループ名は、前向きで積極的に突き進むグループになるようにと名付けられた。
- 2008年8月14日、韓国ケーブルTV局M.net『M COUNTDOWN』がデビューステージ[1]。
- 2010年4月、日本で6月に行われる3rdライブ告知記事にて、チョンウの脱退が発表され、以降5人での活動となった。
- 2010年10月27日、『Lunatic』で日本デビュー。
- 2013年3月末にて、JAKOL CORPORATIONとの契約満了に伴い、2013年4月5日にSMASH JAPAN OFFICIAL FANCLUBがリニューアルオープンされ、一時期JAKOL CORPORATIONからC MEDIA オフィシャルファンクラブ運営事務局の運営となり、2014年4月末までの1年間のみ別の運営で活動していた。
- 2014年2月4日、LIVEの告知と共に5年間リーダーをつとめてきたセゲが脱退すると発表され、3月にSM☆SH TOUR 2014～Eternal World(エターナル・セゲ!!!)～と題された卒業LIVE(東京公演では卒業パーティーも)が行われた。
- 2014年3月に行われたリーダーセゲの卒業LIVE・撮影会は、前所属事務所であったJAKOL CORPORATION主催で行われ、2014年3月31日に社長のTwitterを通じて、5月から再びJAKOL CORPORATIONが運営していくと告知され前事務所に戻り活動を再開していたが、2015年3月31日(恐らくJAKOL CORPORATIONとの契約期間満了と共に)を以て解散すると韓国の理事がTwitterを通し突然の解散[2]を発表した。
- 2014年3月7日には、リーダーセゲの脱退に続き、ナルが入隊時期が決まった影響で来日が難しくなり、急遽3月のスケジュールに参加する事が出来なくなったと発表される。
- 2014年5月9日 - 11日に韓国の慶州にて開かれた＜SM☆SHと世界遺産を巡る卒業ファンミ旅行in慶州!!＞が、SM☆SHのリーダーセゲとしての最後の活動となり、ナルも兵役入隊前の最後の活動となるため、ここでのミニLIVEがSM☆SH5人揃っての本当の最後のステージとなった。
- しかし、9月9日にはTwitterを通してナルも実は5月に行われた慶州でのファンミーティングを最後にSM☆SHを脱退していたと告白。
- 2014年7月18日には、8月23日に東京・8月24日に名古屋にて行われるSM☆SHミニライブ～新メンバー紹介しマッシュ～の開催告知と共に、新メンバーの加入が発表される。
  - 新メンバーお披露目LIVEにて、ボーカルのバラム・ラップのジュンの2人が新メンバーとして加入したと発表された。
  - このLIVE中にはタワーレコード渋谷店とのコラボレーション企画 『LIVE LIVEFUL!COLLECTION』第3弾、SM☆SHとしては通算6枚目のリリースとして、新メンバーのバラム、ジュンを迎えた初のシングル「君に出会えて」を、10月10日（金）に、タワーレコード渋谷店および、SM☆SHオフィシャル・ファンクラブにて発売する事も発表される。
  - タイトル曲「君に出会えて」と収録曲の「僕らの歌～Dear Smile～」はどちらも今まで応援して来てくれたFANを意識した曲。
  - 初回限定盤と通常盤があり、初回限定盤にはセゲとナルも加わったSpecial Trackも収録されている。
- 新メンバーを迎え新生SM☆SHで再スタートし、12月には大阪・東京で2014年最後のファイナルLIVEを開催すると告知したのもつかの間、2014年11月26日に当時所属していた事務所JAKOL CORPORATIONのTwitterを通じて突然ジェリーの卒業＝脱退が発表される。それに伴い、急遽12月10日の東京公演終了後に卒業式を開催すると告知。
- 2014年12月10日のスケジュールを最後にジェリーまでもがSM☆SHを脱退する事となった。
- ジェリー脱退後、2015年からは、次へのSTEPの為4人の状態のまま、新しいプロモーション写真撮影や新曲の準備等していたのだったが、2015年3月31日（恐らくJAKOL CORPORATIONとの契約期間満了と共に）を以て突然解散が発表される。

## 現在
※2016年6月22日更新
セゲ
- 花茶の講師として活動し、月に一度定期的に韓国にて花茶の講習会を開催している。

ジェリー
- 公益勤務にて兵役中。

ナル
- 陸軍にて兵役中。

ジョンス
- 韓国の理事が運営するCHILD IN THE KITCHEN RECORDSに所属。
- Jäger&LucasのLucasとして韓国を中心に音楽活動中。
- 2017年4月から軍楽隊で兵役中 2019年1月9日転役

ヒーロー(HERO)
- 日本の芸能事務所、株式会社プランチャイムに所属。

バラム
- Orionという名前で韓国を中心に音楽活動中。

## オリジナルメンバー
セゲ
- 表記：세계、World
- 本名：ナム・ヒョンジュン（남현준、Nam HyunJun）
- 〈名前の由来〉

セゲは韓国語で「世界」を意味し、英語表記は「WORLD」。
リーダーとして、「僕らが世界のSM☆SHとなるように」と大きな意味が込められる。
- 1980年11月19日生まれ
- 担当：リーダー、ボーカル
- 出身：江原道原州
- 学歴：大元科学大学機械設計
- 血液型：O型
- 身長：178cm
- 体重：61kg
- 特技：バク転、ダンス、作曲
- 趣味：スノーボード、切手収集
- 日本の好きな歌手：ZOO
- 元D.BACE（2001 - 2004年）のメンバー

チョンウ
- 表記：천우、CheonWoo
- 本名：イ・ジンヨン（이진영、Lee JinYeong）
- 1985年3月16日生まれ
- 身長：174cm
- 体重：60kg

ジェリー
- 表記：제리、Jerry
- 本名：シム・ミンギュ（심민규、Sim MinGyu）
- 〈名前の由来〉

「トム＆ジェリー」のジェリーに似ていて、いたずらっこで可愛い存在感からジェリーと名付けられる。
- 1988年5月13日生まれ
- 担当：ラップ
- 出身：ソウル
- 血液型：A型
- 身長：178cm
- 体重：58kg
- 趣味：合気道

ナル
- 表記：나루、Naru
- 本名：チュ・ヨンソク（주영석、Joo YoungSuk）
- 〈名前の由来〉

いろんなことをつかむ、いろんな人を僕の心に刻みたいという意味で命名。
- 1988年10月7日生まれ
- 担当：ラップ、ダンス
- 出身：ソウル
- 血液型：O型
- 身長：180cm
- 体重：63kg
- 特技：ダンス
- 趣味：ドライブ、ラップ、ピアノ
- 日本の好きな歌手：w-inds.

ジョンス(ハンバン)
- 表記：정수(한방) 、JeongSoo(HanBang)
- 本名：ハン・ジョンス（한정수、Han JeongSoo）
- 〈名前の由来〉

「ハンバン」とは韓国語で「一発打ち込む」という意味。「SM☆SHが世界でヒットしますように」という願いが込められていた。
- 1989年1月26日生まれ
- 担当：ボーカル
- 出身：ソウル
- 血液型：B型
- 身長：181cm
- 体重：65kg
- 特技：ギター
- 趣味：ラジコン、靴収集
- ゴニル（超新星）の高校の後輩

ヒーロー(HERO・パクスミン)
- 表記：히로 、Hero
- 本名：キム・ミンス（김민수、Kim MinSoo）
- 〈名前の由来〉

歌謡界のヒーローになるようにという思いを込めて命名。
- 1991年10月12日生まれ
- 担当：マンネ（末っ子）、ボーカル
- 出身：ソウル
- 血液型：A型
- 身長：180cm
- 体重：55kg
- 特技：スキー、スケート
- 趣味：散歩
- 日本の好きな歌手：NEWS

## 追加メンバー
バラム(Orion)
- 表記：바람、Baram
- 本名：カン・ビョンミン（강병민、Gang ByeongMin）
- 1991年3月5日生まれ
- 担当：ボーカル
- 出身：釜山
- 血液型：B型
- 身長：184cm
- 体重：
- 特技：サッカー、モノマネ
- 趣味：
- 元DNT（2008 - ）のメンバー

ジュン
- 表記：준、June
- 本名：キム・ヒョンジュン（김현준、Kim HyunJun）
- 1991年6月27日生まれ
- 担当：ラップ
- 出身：ソウル
- 血液型：A型
- 身長：
- 体重：
- 特技：ダンス
- 趣味：音楽鑑賞
- 元々KARA等のバックで踊るプロのダンサーをしている

## 脱退したメンバー
チョンウ
- 表記：천우、CheonWoo
- 本名：イ・ジンヨン（이진영、Lee JinYeong）

セゲ
- 表記：세계、World
- 本名：ナム・ヒョンジュン（남현준、Nam HyunJun）

ナル
- 表記：나루、Naru
- 本名：チュ・ヨンソク（주영석、Joo YoungSuk）

ジェリー
- 表記：제리、Jerry
- 本名：シム・ミンギュ（심민규、Sim MinGyu）

## ディスコグラフィー

### CD

#### シングル（日本）
|        | タイトル     | 発売日   | タイアップ | 最高   |        |        |
| 2010年 | 2010年       | 2010年   | 2010年 | 2010年 | 2010年 | 2010年 |
| ------ | ------------ | -------- | --- | ------ | ------ | ------ |
| 1st    | Lunatic      | 10月27日 | - 日本テレビ系「ダウンタウンDX」2011年5月度エンディングテーマ。 - カップリングの『BABY I LOVE YOU』はTBS系「がっちりアカデミー!!」エンディングテーマ。                                                | 48位   |        |        |
| 2011年 |              |          | |        |        |        |
| 2nd    | TRUE LOVE    | 1月26日  | - テレビ東京系「ピラメキーノ」及びBSジャパン「MADE IN BS JAPAN」の1月度エンディングテーマ。 - カップリングの『MO☆TO』はTBS系「地球のしゃべり方」エンディングテーマ及びLaLa TV「トリプル」応援ソング。 | 23位   |        |        |
| 3rd    | Do it Do it! | 4月27日  | - テレビ東京系「ピラメキーノ」2011年5月度エンディング・テーマ。 | 14位   |        |        |
| 4th    | Bounce★up    | 8月3日   | - TBS系「ジャパーン47ch」エンディング・テーマ。 | 10位   |        |        |
| 5th    | STEP         | 11月2日  | - フジテレビ系「HEY!HEY!HEY! MUSIC CHAMP」エンディング・テーマ。 | 9位    |        |        |

※順位はオリコンウィークリーチャート
- Lunatic（2010年10月27日）- “ひげそりダンス”
- TRUE LOVE（2011年1月26日）-“ダメダメダンス”
- Do it Do it!（2011年4月27日）- “万歳ダンス”、“ドライブダンス”
- Bounce★up（2011年8月3日）“回転寿司ダンス”、“迷いダンス”
- STEP（2011年11月2日）“貴公子ダンス”
- 君に出会えて（2014年10月10日）“飛行機ダンス”

#### シングル・その他（日本）
|  | 守るよ(ジキルケ) -JAPANESE VER.- | 6月1日 | 1. 守るよ(ジキルケ) -JAPANESE VER.- 2. 守るよ(ジキルケ) -JAPANESE VER.-instrumental |

#### 未発売曲
- Let it go(韓国★日本では2009年9月23日に初公開)
- 夢を見よう(日本★ソ・ジソブのJAPANファンクラブDREAM Jのテーマソングとして2013年に発表)
- STAR LIGHT（日本★2015年4月15日公開）

#### アルバム
| 1st | AIR SM☆SH 1 | 8月24日 | - 通常盤 1. Interlude～AIR SM☆SH 1 2. BABY I LOVE YOU 作詞：三枝幸子・小澤正澄 作曲・編曲：小澤正澄 3. MO☆TO 作詞：Junz 作曲・編曲：Face 2 fAKE 4. Do it Do it! 作詞：三枝幸子・小澤正澄 作曲・編曲：小澤正澄 5. Lunatic 作詞：Kenn Kato 作曲・編曲：Face 2 fAKE 6. Interlude～RADIO AIR SM☆SH 7. BLIND 作詞：望月由絵 作曲：望月由絵・Ryo Matsuzawa 編曲：小澤正澄 8. Chance（album ver.） 作詞：三枝幸子・小澤正澄 作曲・編曲：小澤正澄 9. Give Me Motion 作詞：三枝幸子・OZA 作曲：OZA 10. Movin' on 作詞・作曲・編曲：伊東大和 11. Interlude～YOU & I 12. TRUE LOVE 作詞：三枝幸子・小澤正澄 作曲・編曲：小澤正澄 13. Bounce★up 作詞：伊東大和 作曲：川本宗孝・伊東大和(Rap部のみ) 編曲：伊東大和 14. Voyager～いつもキミのそばに～ 作詞：市川喜康 作曲：Tatsuhiro Miyake 15. アイノウタ 作詞・作曲・編曲：伊東大和 16. Outro～Next Step - 初回盤A 1. Interlude～AIR SM☆SH 1 2. BABY I LOVE YOU 3. MO☆TO 4. Do it Do it! 5. Lunatic 6. Interlude～RADIO AIR SM☆SH 7. BLIND 8. Chance（album ver.） 9. Give Me Motion 10. Movin' on 11. Interlude～YOU & I 12. TRUE LOVE 13. Bounce★up 14. Voyager～いつもキミのそばに～ 15. アイノウタ 16. Outro～Next Step 17. チェリー（原曲：スピッツ）-ボーナストラック 作詞・作曲：草野マサムネ - 初回盤B 1. Interlude～AIR SM☆SH 1 2. BABY I LOVE YOU 3. MO☆TO 4. Do it Do it! 5. Lunatic 6. Interlude～RADIO AIR SM☆SH 7. BLIND 8. Chance（album ver.） 9. Give Me Motion 10. Movin' on 11. Interlude～YOU & I 12. TRUE LOVE 13. Bounce★up 14. Voyager～いつもキミのそばに～ 15. アイノウタ 16. Outro～Next Step 17. SHY-SHY-SHINE（原曲：ZOO）-ボーナストラック 作詞・作曲：尾関昌也 | 21位 |

※順位はオリコンウィークリーチャート

#### ミニアルバム（韓国）
|        | タイトル                  | 発売日  | 収録曲 |        |        |
| 2008年 | 2008年                    | 2008年  | 2008年 | 2008年 | 2008年 |
| ------ | ------------------------- | ------- | --- | ------ | ------ |
| 1st    | Open Fire!                | 8月19日 | 1. Never ending Story 2. 비상（飛上） 3. 너로 보인다（君に見える） 4. 비상（飛上）instrumental 5. 너로 보인다（君に見える）instrumental |        |        |
| 2012年 |                           |         | |        |        |
| 2nd    | 지킬게 I WILL PROTECT YOU | 11月8日 | 1. 왜 나만... 2. 지킬게 3. ICE LOVER 4. 지킬게 instrumental                                                                             |        |        |

#### シングル（韓国）
- White Night（2008年12月5日）- 1st Digital Single

|  | Get Your Swag On | 3月1日 | 1. Get Your Swag On 2. 꽂혔어 3. Flash Back 4. Get Your Swag On (Instrumental) |

## 出演

### TV

#### レギュラー
- SM☆SHのダンスダンス★男子（2010年10月6日 - 2011年3月30日、Mnet）- 毎週水曜
- MADE IN BS JAPAN（2011年4月6日 - 、BSジャパン）- 水曜スペシャルMC[10]
- SM☆SH HIT（2011年4月6日 - 2011年8月31日、Mnet）- 毎週水曜
- SMASHの＜東.京.青.年＞5人5色[11]（2013年7月10日 - 2013年8月31日 、Mnet）- 毎週水曜

#### ゲスト
- MADE IN BS JAPAN（2010年10月19日、BSジャパン）
- MADE IN BS JAPAN（2011年1月25日、BSジャパン）

#### インターネット番組
- K-COOK（2011年8月9日 - ）フジテレビ無料動画サイト「見参楽（みさんが！）」※6か月配信